# Aedes cumminsii
Aedes cumminsii är en tvåvingeart som beskrevs av Theobald 1903. Aedes cumminsii ingår i släktet Aedes och familjen stickmyggor. Inga underarter finns listade i Catalogue of Life.